# Elaphandra
Elaphandra é um género botânico pertencente à família Asteraceae.